# Samim
Samim (volledige naam Samim Winiger) is een Zwitsers-Iraanse producer van dancemuziek.
Via hiphop en industrial ontdekte hij zijn passie voor elektronische muziek. Samen met Michal Ho bracht hij meerdere muzieksoorten uit onder de naam "Samim & Michal". In 2004 moest Samim tijdelijk stoppen met zijn werk nadat bij hem kanker werd geconstateerd. Korte tijd later begon hij weer te werken en bracht hij enkele 12"-singles uit. Zijn eerste grote succes in Europa kwam in de zomer van 2007, toen zijn excentrieke nummer Heater ("Get Physical") uitgroeide tot een zomerhit. De single werd in Nederland officieel uitgebracht op 27 september 2007 en bereikte in de Nederlandse Top 40 de 6e plaats. In september 2007 verscheen ook zijn eerste soloalbum Flow.

## Discografie
| Single met eventuele hitnotering(en) in de Nederlandse Top 40 | Datum van verschijnen | Datum van binnenkomst | Hoogste positie | Aantal weken | Opmerkingen |
| ------------------------------------------------------------- | --------------------- | --------------------- | --------------- | ------------ | ----------- |
| Heater                                                        | 2007                  | 13-10-2007            | 6               | 12           |             |

| Single met hitnotering(en) in de Vlaamse Ultratop 50 | Datum van verschijnen | Datum van binnenkomst | Hoogste positie | Aantal weken | Opmerkingen |
| ---------------------------------------------------- | --------------------- | --------------------- | --------------- | ------------ | ----------- |
| Heater                                               | 2007                  | 29-09-2007            | 6               | 21           |             |

- Biblioteca Nacional de España: XX4670191
- Bibliothèque nationale de France: cb15586239d (data)
- Gemeinsame Normdatei: 135511070
- International Standard Name Identifier: 0000 0001 0449 9900
- MusicBrainz: d14b3769-5d33-4085-8f76-88663e7e897f
- Virtual International Authority File: 156375281
- WorldCat: E39PBJpyqt9fkQPXcKGVWtcgKd